# Волна (Клинцовский район)
Волна — опустевший поселок в Клинцовском районе Брянской области в составе  Коржовоголубовского сельского поселения.

## География
Находится в западной части Брянской области на расстоянии приблизительно 12 км на северо-восток по прямой от районного центра города Клинцы.

## История
Упоминался с 1920-х годов.На карте 1941 года показан как поселение с 25 дворами.

## Население
Численность населения: 60 человек (1926), 6 человек (2002), 1 (2010), 1 (2013), 1 (2017), 1 (2021).
Будет упразднен как фактически не существующий в связи с переселением всех жителей на постоянное место жительства в другие населённые пункты.